# 北聖克魯斯
北聖克魯斯（西班牙語：Santa Cruz del Norte）是古巴的城鎮，位於該國西部，由瑪雅貝克省負責管轄，始建於1800年，面積376平方公里，海拔高度5米，2004年人口32,576，人口密度每平方公里86.6人。